# Sesioctonus stephaniai
Sesioctonus stephaniai är en stekelart som beskrevs av Michael J. Sharkey och Briceno 2005. Sesioctonus stephaniai ingår i släktet Sesioctonus och familjen bracksteklar. Inga underarter finns listade i Catalogue of Life.